# Лаосская буддистская скульптура
Лаосские скульптурные изображения, посвященные религиозно-философской тематике буддизма, в преимуществе своём создавались из сплава бронзы, также нередки случаи использования иных материалов — золота и серебра. На сегодняшний день имеется возможность выделения виднейших архитектурных сооружений многовековой Юго-Восточной Азии — Ват Манором, являющийся древнейшим буддийским храмовым монастырем в Лаосе, и, несомненно, мистикой проникнутые скульптурные парки под авторством Бунлыа Сулилата, способные на обеспечение современного мира питающими воображение произведениями искусства, возводившимися согласно традиции Древнего Востока.

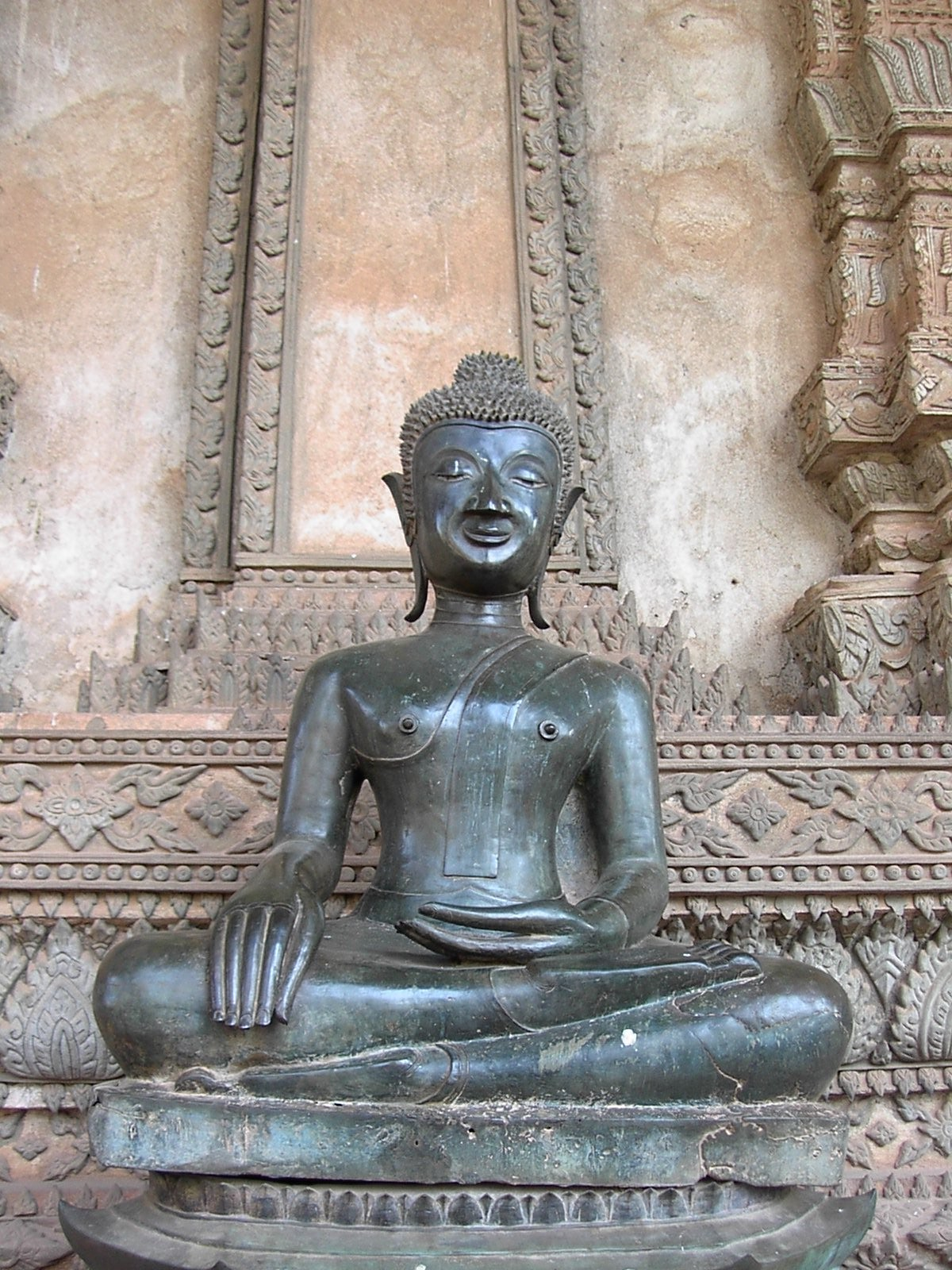
Статуя «Будды, призывающего землю в свидетели», является наиболее распространенным скульптурным изображением духовного учителя. Руки его находятся в положении bhūmisparsa mudrā. (Храм Пхакео, Вьентьян, Лаос)

## Исторические сведения
Лаосскими ремесленниками на протяжении долгих тысячелетий использовалось самое разнообразное количество средств и материалов для верного конструирования своих скульптурных творений. Как правило, драгоценные металлы выбирались только для незначительных по размеру предметов, служивших, в частности, невеликим украшением, но крайне примечателен тот факт, что некоторые достаточно крупные скульптурные произведения, прежде всего Пхра Сэй шестнадцатого века — массивные, из золота отлитые монолитные построения.
Бронза — сплав меди, содержащий в себе около двух процентов олова, однако, после добавления иного рода материалов, возникает определенная сбалансированность ингредиентов. В Лаосе, наравне с Камбоджой и Таиландом, бронза, именуемая в здешних местах «samrit», включает в свой состав драгоценные металлы и часто имеет относительно высокий процент содержания олова, что придает новорожденным отливам блестящий темно-серый цвет. Другие построения, такие как Будда в храме Ват Чан (Wat Chanthaboury) во Вьентьяне, в составе своём образуют в достаточной мере большое количество сплава меди и золота, которое, соответственно с этим, придает им приглушенный золотистый оттенок.
Древесина особенно предпочтительна для крайне небольших буддийских образов, часто помещаемых в непроглядную темноту пещер.

### Известные скульптуры
Существует великое множество различных бронзовых скульптур. Наиболее примечательными из них являются Пхра Онг Теу в храме Ват Онг Теу Махавихан (XVI век), Phra Ong Teu of Sam Neua (XVI век), и вышеуказанный Ват Манором (XIV век) в Луангпрабанге, где Будда, останки которого — лишь голова и торс, указывает на то, что изображения, колоссальные по виду своему, отливались по отдельным частям, собираясь воедино после.

## Современные интерпретации
Религиозно-художественные устои исторической области воплотились в современных и чрезвычайно оригинальных фантасмагорических садах Луанг-пу Бунлыа Сулилата: Будда-парк близ Вьентьяна и Салакэуку неподалеку от Нонгкхая, Таиланд.

## Галерея

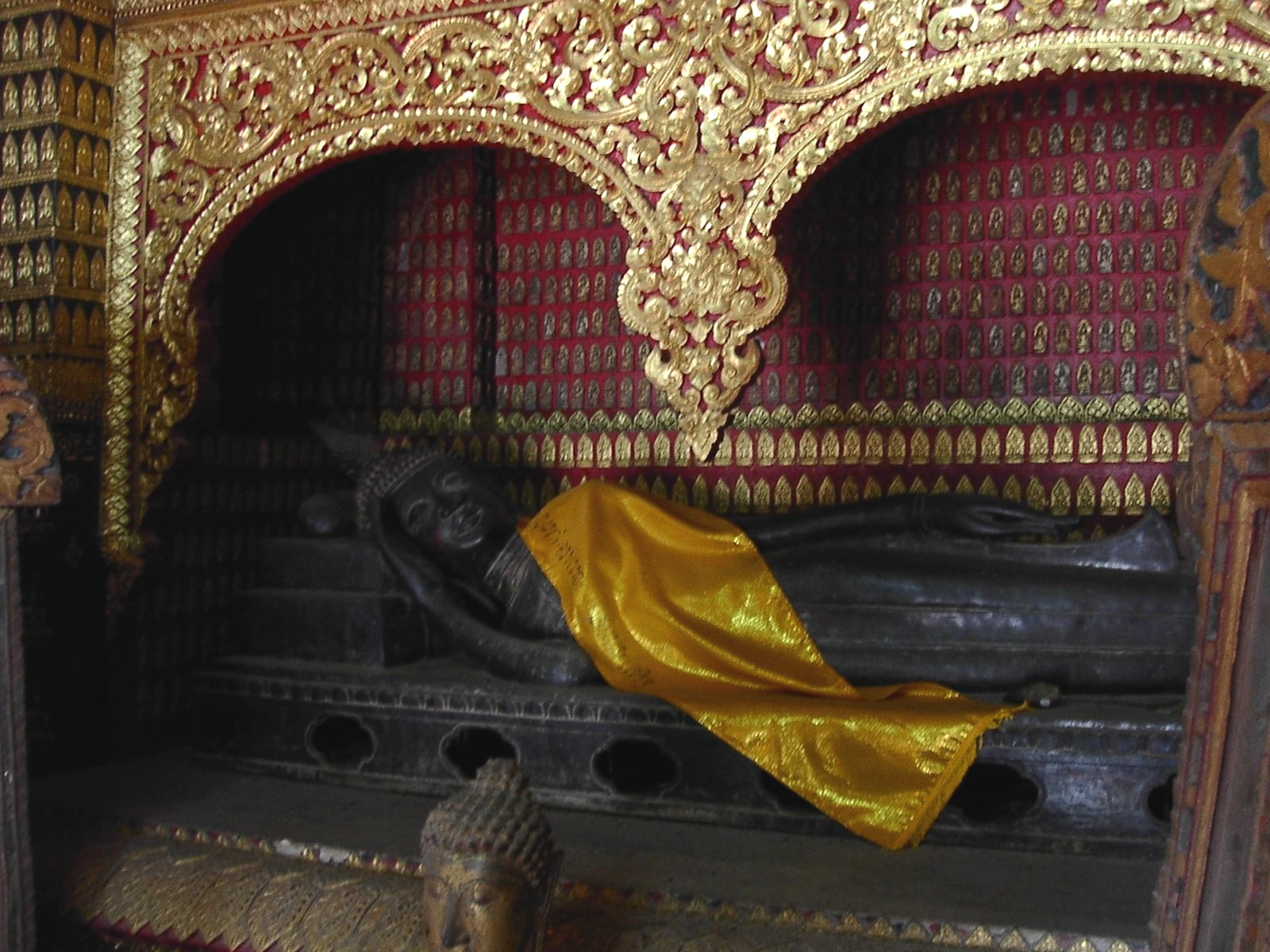
Лежащий Будда (Ват Сиенгтхонг, Луангпхабанг, Лаос)
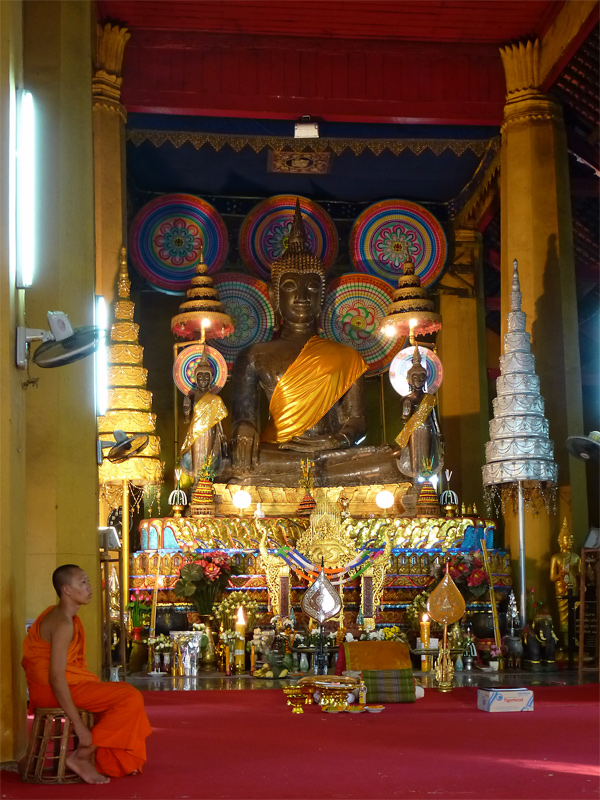
Ват Онг Теу — колоссальный Будда во Вьентьяне, Лаос
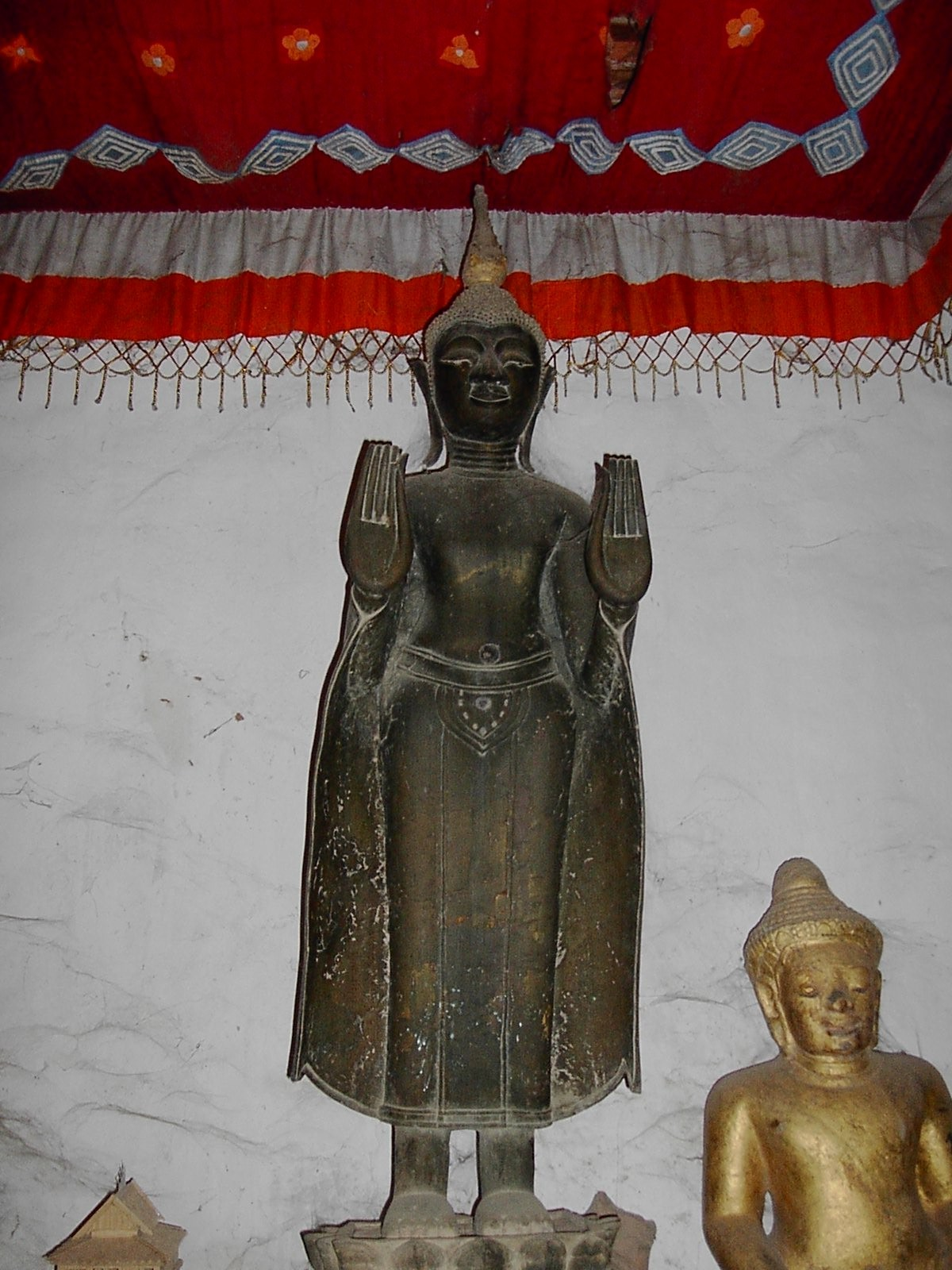
Статуя «Будды, проповедующего разум», руки которой изображение имеют позиции «двойная абхая-мудра» (Луангпхабанг, Лаос)